# Jacques Rancière
Jacques Rancière (Algeri, 1940) è un filosofo francese, professore presso l'European Graduate School, e professore emerito presso l’università di Paris VIII (Saint-Denis).

## Biografia
Allievo del filosofo Louis Althusser, nel 1965 partecipò alla compilazione dell'importante volume collettaneo Lire le Capital (Leggere il Capitale). Successivamente si staccò dall'influenza di Althusser a causa di contrasti sorti riguardo alla valutazione politica degli eventi del maggio 1968. Nel 1974 pubblicò La Leçon d'Althusser in cui metteva polemicamente in discussione la dottrina del suo maestro.
Alla fine degli anni settanta, insieme con altri giovani intellettuali come Joan Borell, Arlette Farge e Geneviève Fraisse, fondò il collettivo Révoltes Logiques che, sotto gli auspici di Rimbaud, rimetteva in discussione la rappresentazione della società tradizionale. Il collettivo pubblicava anche una rivista e i contributi di Rancière sono stati poi raccolti in volume sotto il titolo di Les scenes du peuple, per i tipi della Horlieu nel 2003. Parallelamente Rancière si occupò dell'emancipazione dei lavoratori, degli utopisti del XIX secolo (specialmente di Étienne Cabet) e cominciò a viaggiare regolarmente negli USA. Da questi lavori nacque la sua tesi intitolata: La nuit des prolétaires. Archives du rêve ouvrier (La notte dei proletari. Archivi del sogno operaio).
Nel libro Le philosophe plébéien (Il filosofo plebeo) Rancière curò la raccolta degli scritti inediti di Louis Grabriel Gauny, carpentiere e filosofo. Verso la metà degli anni ottanta si interessò di un altro personaggio poco convenzionale: Joseph Jacotot, che all'inizio del XIX secolo mise profondamente in discussione i fondamenti della pedagogia tradizionale. Questi studi culminarono in una biografia filosofica intitolata Le maître ignorant (Il maestro ignorante). Più tardi si interessò all'ambiguo statuto del discorso storico nel suo libro Les mots de l'histoire (Le parole della storia). Alla fine di questo periodo, Rancière, che era anche un cinefilo vicino alle posizioni dei Cahiers du Cinéma, esplorò i legami fra l'estetica e la politica. Il volume Courts voyages au pays du peuple (Brevi viaggi nei paesi del popolo) è la prima opera direttamente consacrata a questo tema, sotto forma di tre brevi romanzi filosofici.
Recentemente Rancière si è occupato del tema dei diritti umani ed in particolare del problema delle organizzazioni internazionali nel decidere quando la difesa di un gruppo di persone può giustificare un intervento o addirittura una guerra.

## Pensiero

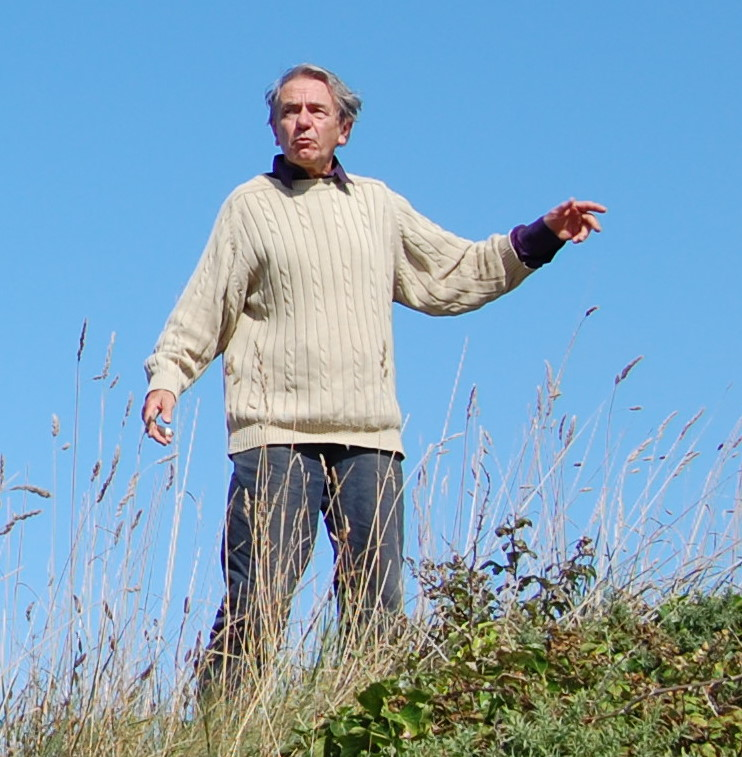
Jacques Rancière

Il pensiero di Rancière si sviluppa attorno ai concetti di Police e di Politica. Per Police si intende il disciplinamento dei corpi, che fa sì che determinati corpi siano assegnati per via del loro nome a un determinato posto o funzione. Una tecnica che confonde il poliziotto e il medico. Per Politica invece si intende un'attività antagonista alla Police, che sposta un corpo da dove era stato assegnato, fa sentire il dissenso, da parte a coloro che nella police non hanno posto, mostrando l'evidenza nuda del caos su cui riposa ogni gerarchia (in questo caso quella della police). La Politica dovrebbe essere un ripartire quello che mettiamo in comune, ma il demos in questo caso mette ben poco in comune, solo la libertà, che però è di tutti e quindi conta ben poco: il demos si ritrova quindi a non avere voce in capitolo, poiché la voce di una massa di persone sentita esternamente è solo un brusio. C'è quindi un torto originario, quello della libertà come proprietà vuota. La Politica allora vuole vincere questo scandalo dove tutto è fatto per il popolo ma dove il popolo non ha voce. Vuole dare parte ai senza parte. È importante manifestare il proprio pensiero. È utile citare il pensiero della Arendt: La politica non è occuparsi degli uomini (la police di Rancière) ma occuparsi insieme agli altri delle cose del mondo (la politica di Rancière).
Gran parte della produzione recente di Rancière è dedicata ai modi in cui politica ed estetica si intrecciano insistendo su uno stesso territorio: quello del sensibile, delle cose visibili e di quelle invisibili nell'organizzazione dello spazio e della vita delle persone. Da questo punto di vista il filosofo ha dato grande importanza al ruolo che la letteratura, il cinema e le arti hanno nella possibilità di modificare concretamente la partizione del sensibile, per usare un'espressione che dà il titolo a una sua famosa intervista del 2000. L'attenzione a questo nodo tra estetica e politica è per molti commentatori la parte più interessante (e forse più ampia anche in termini di contributi) del pensiero filosofico di Jacques Rancière.

## Opere
- La Leçon d'Althusser, Gallimard, Idées (n° 294), 1975
- La Parole ouvrière, avec Alain Faure, 10/18, 1976 - La Fabrique, 2007 (avec une postface inédite)
- La Nuit des prolétaires. Archives du rêve ouvrier, Fayard 1981, Hachette Pluriel (Poche), 1997
- Le Philosophe et ses pauvres. Fayard, 1983
- Louis-Gabriel Gauny: le philosophe plébéien(édition de Jacques Rancière), Presses universitaires de Vincennes, 1985
- Le Maître ignorant: Cinq leçons sur l'émancipation intellectuelle, Fayard 1987 - 10/18 Poche, 2004
- Courts voyages au Pays du peuple. Le Seuil, 1990
- Les Noms de l'histoire. Essai de poétique du savoir, Le Seuil, 1992
- Mallarmé, la politique de la sirène. Hachette, 1996; Mallarmé o la politica della sirena, CLUEB 2000
- Aux bords du politique. Osiris, 1990, La Fabrique 1998, Folio, 2003; Ai bordi del politico, a cura di Andrea Inzerillo, Cronopio, Napoli 2011
- La Mésentente. Galilée, 1995; Il disaccordo, Meltemi 2007
- Arrêt sur histoire. avec Jean-Louis Comolli, Centre Georges-Pompidou, 1997
- La Chair des mots. Politique de l'écriture, Galilée, 1998
- La Parole muette. Essai sur les contradictions de la littérature, Hachette, 1998
- La Fable cinématographique. Le Seuil; La favola cinematografica, a cura di Bruno Besana, ETS 2006
- Le Partage du sensible. La Fabrique, 2000; La partizione del sensibile, traduzione di Francesco Caliri, Deriveapprodi, Roma 2016
- L'Inconscient esthétique. La Fabrique, 2001
- Le Destin des images. La Fabrique, 2003; Il destino delle immagini, Pellegrini 2007
- Les Scènes du Peuple. Horlieu, 2003 (réédition des articles parus dans Les Révoltes logiques)
- Malaise dans l'esthétique. Galilée, 2004; Il disagio dell'estetica, a cura di Paolo Godani, ETS, Pisa 2009
- L'Espace des mots: De Mallarmé à Broodthaers, Musée des Beaux Arts de Nantes, 2005
- La Haine de la démocratie. La Fabrique, 2005; L'odio per la democrazia, trad. it. di Antonella Moscati, Cronopio, Napoli 2007
- Chronique des temps consensuels. Le Seuil, 2005
- La Philosophie déplacée. Autour de Jacques Rancière, Actes du colloque de Cerisy. Horlieu, 2006
- The Politics of Aesthetics, 116 pp., Continuum, 2006
- Politique de la littérature, Galilée, 2007
- Le Spectateur émancipé, La Fabrique, 2008
- Et tant pis pour les gens fatigués. Entretiens, Éditions Amsterdam, 2009
- Moments politiques — Interventions 1977-2009, La fabrique  (pour l'édition française) et Lux (pour l'édition canadienne), 2009.
- Les écarts du cinéma, La fabrique, 2011; Scarti. Il cinema tra politica e letteratura, a cura di Andrea Inzerillo, Pellegrini, Cosenza 2013
- La méthode de l'égalité, entretien avec Laurent Jeanpierre et Dork Zabunyan, Bayard, 2012
- Modern Times - Essays on Temporality in Art and Politics. Multimedijalni institut, 2017